# 딩기리 반다 위제퉁가
딩기리 반다 위제퉁가(싱할라어: ඩිංගිරි බණ්ඩා විජේතුංග, 타밀어: டிங்கிரி பண்ட விஜேதுங்க, 1916년 2월 15일 ~ 2008년 9월 21일)는 1993년 5월 1일부터 1994년 11월 12일까지 스리랑카의 제4대 대통령, 1989년 3월 3일부터 1993년 5월 7일까지 스리랑카의 총리, 1988년부터 1989년까지 스리랑카의 북서부주 총독이었다. 그는 1993년 라나싱헤 프레마다사 대통령으로부터 스리랑카 민간인에게 가장 높은 상을 수여받았다.

## 초기 경력
학교 교육을 마친 후 1939년 실론 경찰서에 입교하여 보렐라, 포트, 마라다나에서 근무했고 1942년 퇴역했다. 그 후, 1947년부터 1959년까지 협동조합 감사관으로 협력부에 들어갔다.

## 총리
위제퉁가는 놀랍게도 1989년 라나싱헤 프레마다사 대통령에 의해 수상으로 임명되었다. 그는 또한 프리마다사 행정부에서 국방장관을 맡았을 뿐만 아니라 재정 노동부 및 직업 훈련부도 역임했다.
랄리스 아툴랏무달리는 1993년 4월 지방의회 선거운동 중 총에 맞아 사망했다. 이번 피살은 정부에 대한 광범위한 항의를 불러일으켰으며, 암살에 연루되었다는 이유로 대통령에 대한 비난이 쏟아졌다. 일주일 후인 1993년 5월 1일, 프리마다사 대통령도 타밀 호랑이의 행위로 여겨지는 자살 폭탄 테러로 콜롬보에서 살해되었다. 위제퉁가는 헌법에 따라 대통령 후임을 선출하기 위해 의회가 소집될 때까지 대통령 권한대행이 되었다.
위제퉁가는 프리마다사의 남은 임기 동안 의회로부터 만장일치로 선출되었고 1993년 5월 7일 제4대 대통령으로서 취임하였다.

## 사망
딩기리 반다 위제퉁가는 2008년 9월 21일 오전 9시 30분경 캔디 종합병원에서 장기 질병으로 사망했다. 그는 92세였다.